# Умбри
Умбри су италски народ по коме је име добила Умбрија, област у која се у античко доба простирала од ријека Тибер и Нар до јадранске обале. Умбријски језик је припадао осканско-умбријског групи језика, сродној латинском. Умбри су између 9. и 4. вијека п. н. е. градили насеља градског типа, у чијим су рушевинама археолози пронашли трагове трговине с Етрурцима и Грцима.
Плиније Старији је Умбре назвао најстаријим народом Италије.
Римљани су у контакт с Умбрима дошли 310. п. н. е. Након тога су почели оснивати колоније на умбријским територијама, које су потпуно освојили око 260. п. н. е. Умбри су постепено добили римско грађанско право те су се асимилирали у Римљане, иако их је дио учествовао у Савезничком рату.